# Казуарина

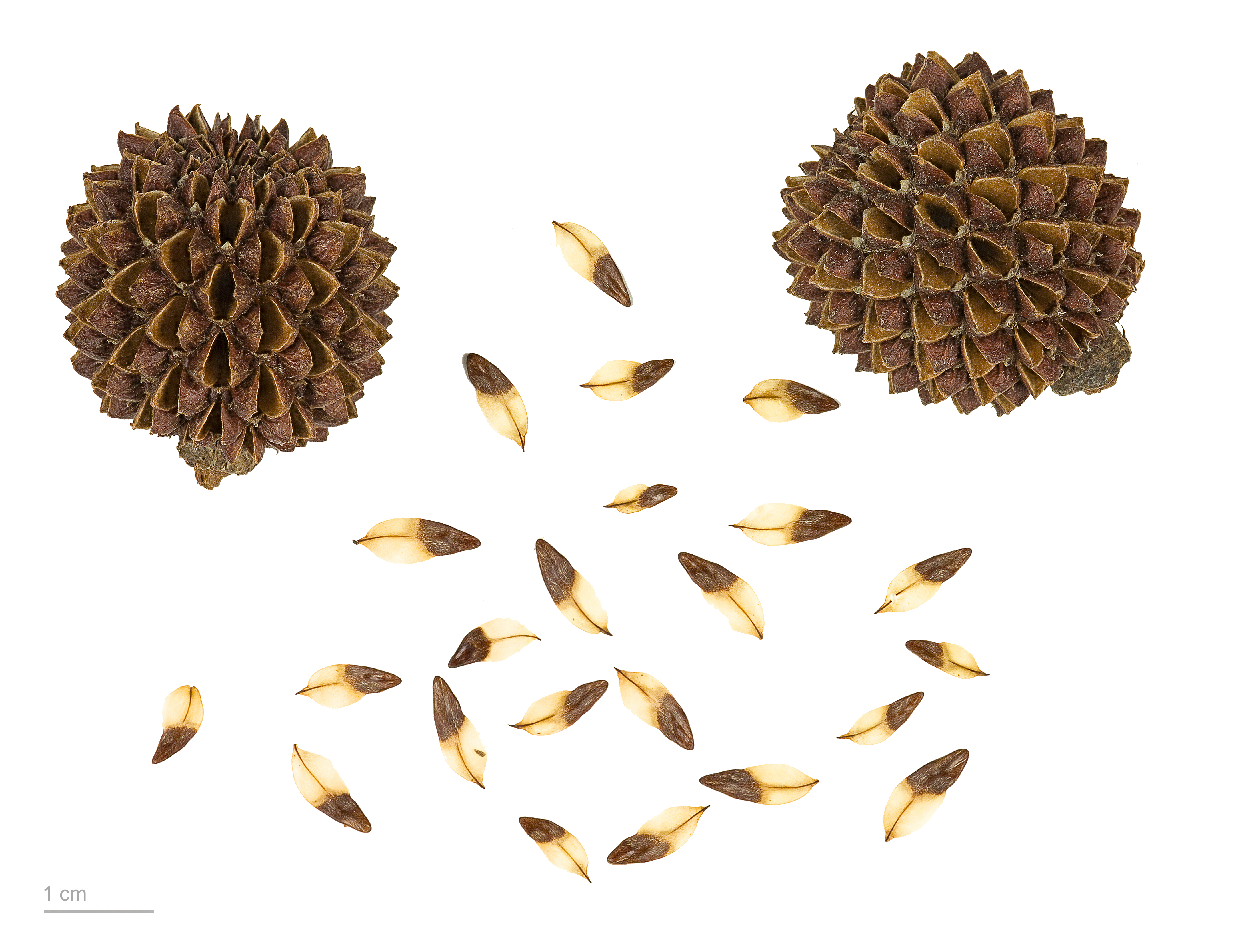
Casuarina sp. - Тулузский музеум

Казуарина (лат. Casuarina) — род растений семейства Казуариновые. Включает 17 видов. Ранее был единственным представителем семейства, но позже три подрода были выделены в отдельные роды.
Родина — Юго-Восточная Азия и острова западной Океании, а также Австралийская область. При этом казуарина отсутствует в Новозеландской области и на востоке Океании.

## Описание
Казуарины — вечнозелёные кустарники или деревья, у некоторых видов высота достигает 35 м. Членистые побеги от ветвей у некоторых видов напоминают хвощи. Листья чешуевидные, в мутовках. Цветки мелкие, с отсутствующим околоцветником, мужские — с одной тычинкой, женские — с одним пестиком. Плод — крылатый орешек, семя без эндосперма. Женские соцветия напоминают шишки у хвойных. Большинство видов — двудомны.
Многие виды казуарины выращиваются как декоративное растение.

## Наиболее распространены виды
По информации базы данных The Plant List, род включает 14 видов:
- Casuarina collina Poiss. ex Pancher & Sebert
- Casuarina cristata Miq. — Казуарина гребенчатая
- Casuarina cunninghamiana Miq.
- Casuarina equisetifolia L. typus — Казуарина хвощевидная
- Casuarina glauca Sieber ex Spreng.
- Casuarina grandis L.A.S.Johnson
- Casuarina junghuhniana Miq.
- Casuarina obesa Miq.
- Casuarina oligodon L.A.S.Johnson
- Casuarina orophila L.A.S.Johnson
- Casuarina pauper F.Muell. ex L.A.S.Johnson
- Casuarina potamophila Schltr.
- Casuarina tenella Schltr.
- Casuarina teres Schltr.

## Галерея

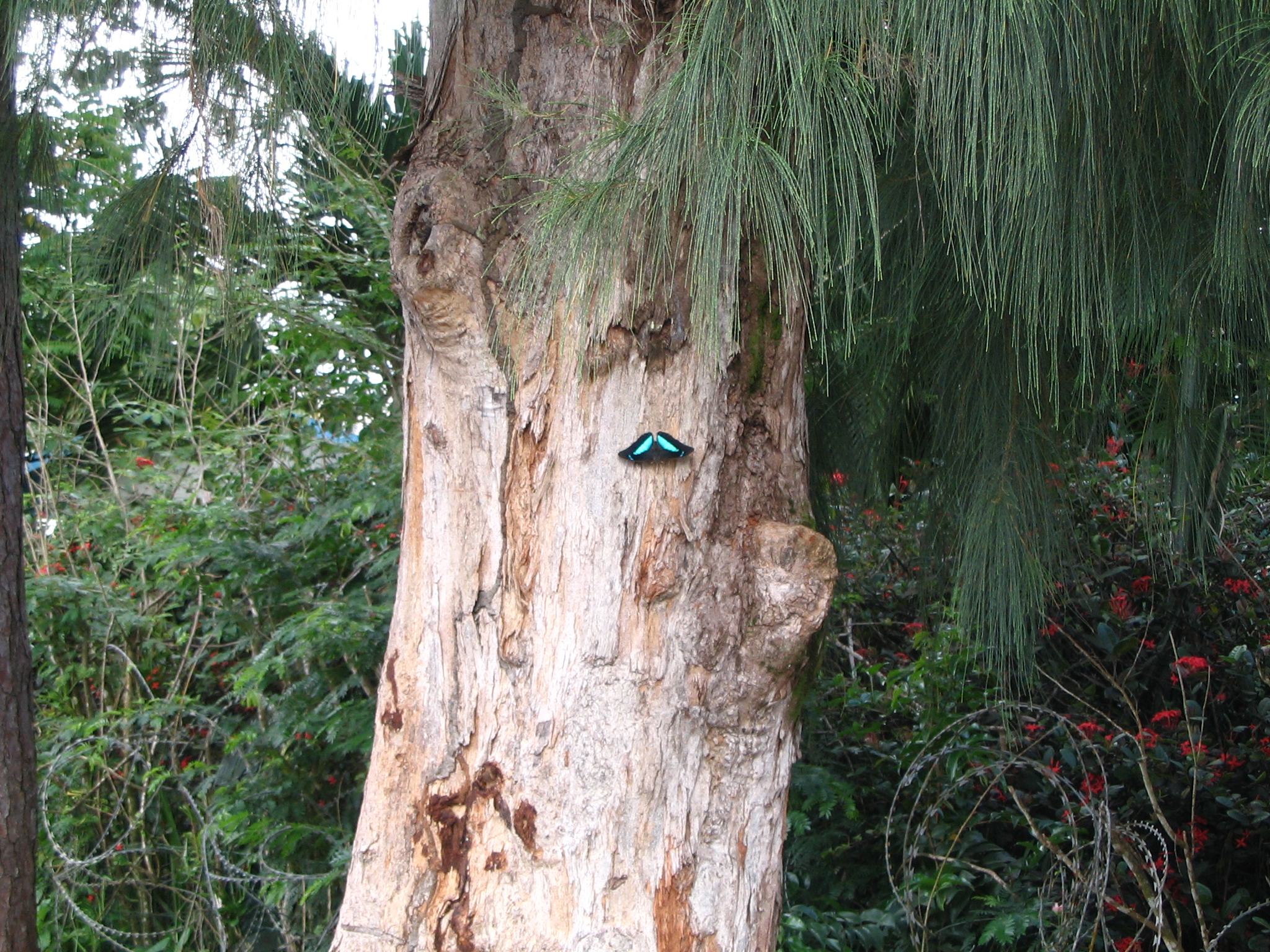
Ствол казуарины
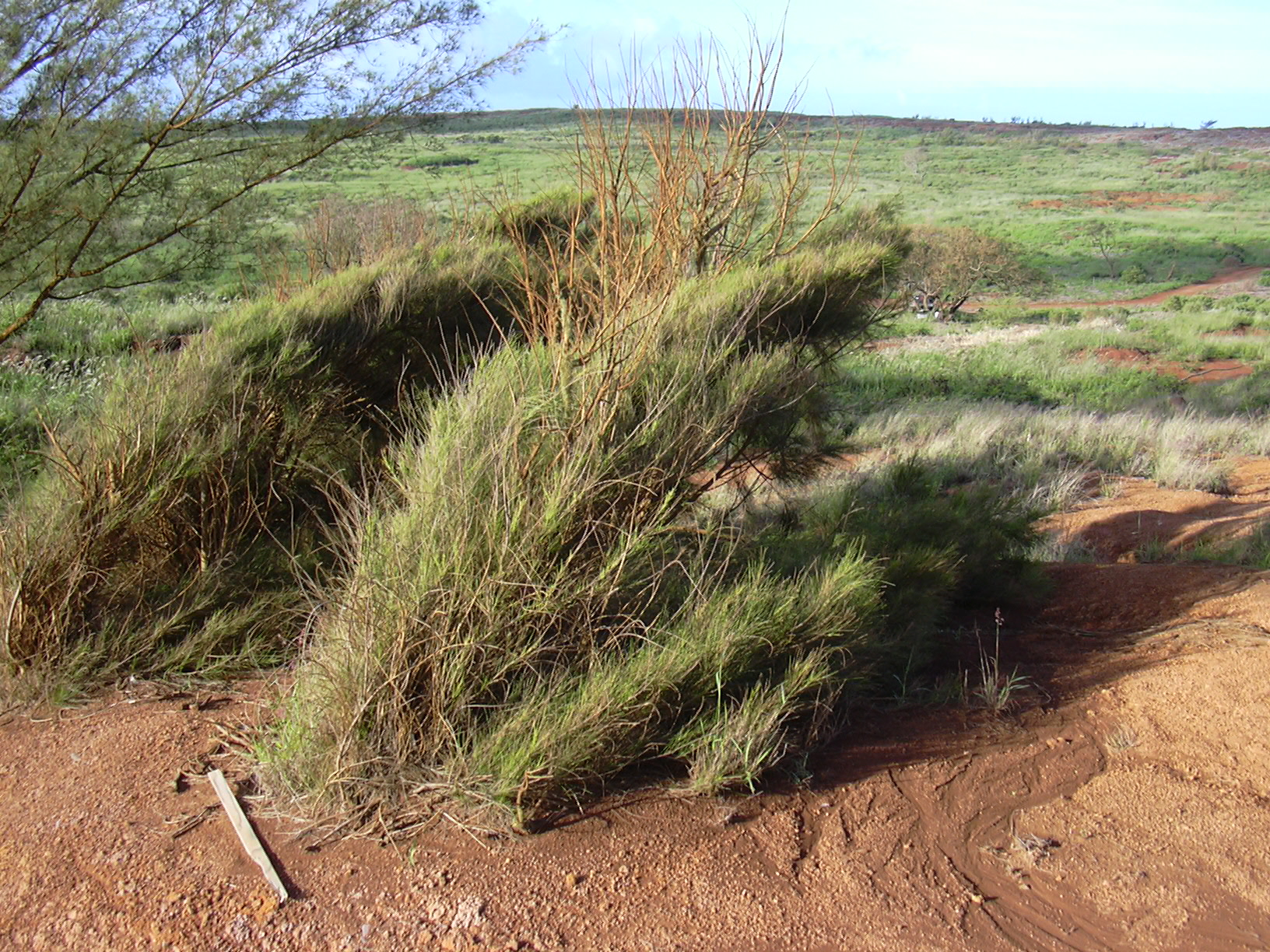
Casuarina glauca
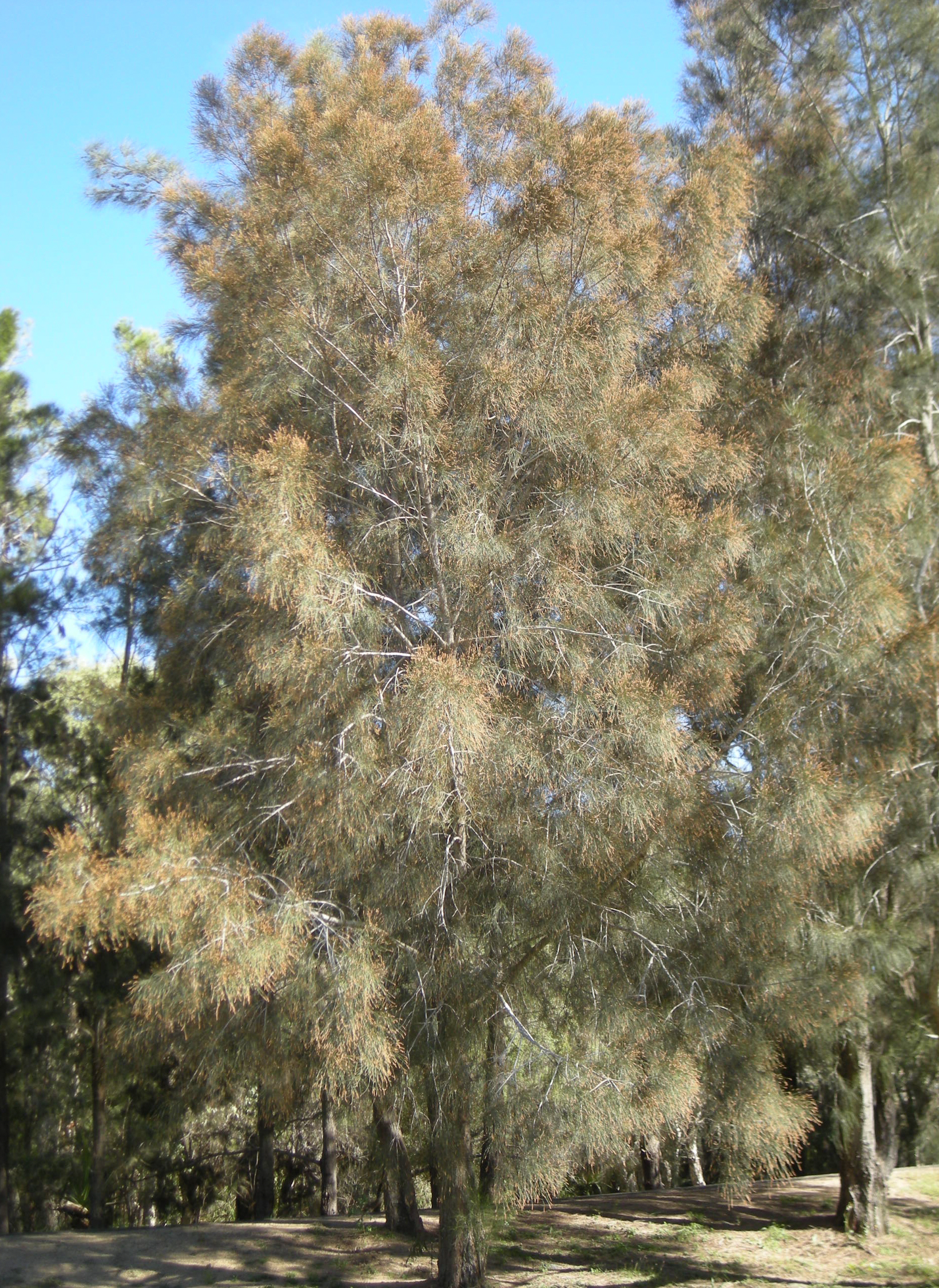
Casuarina cunninghamiana
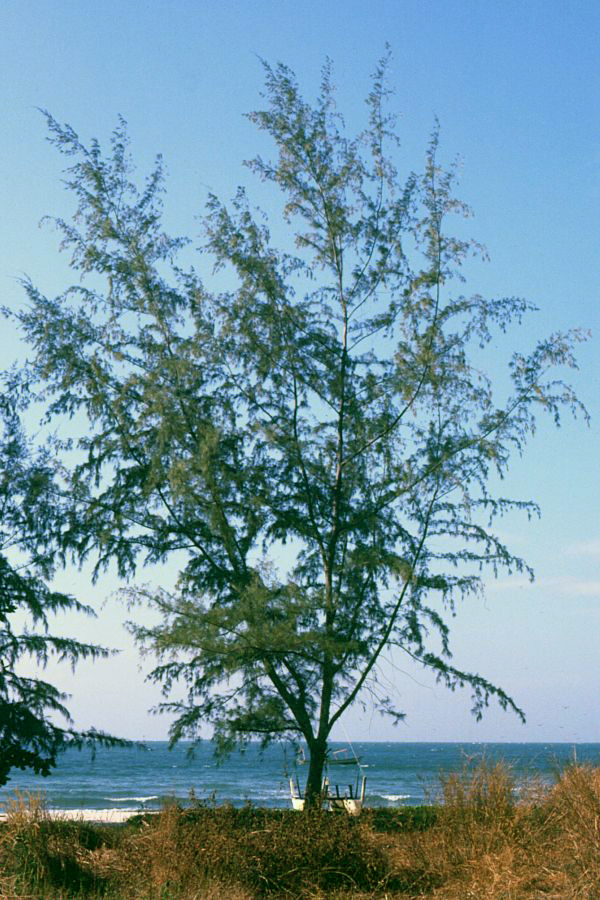
Casuarina equisetifolia
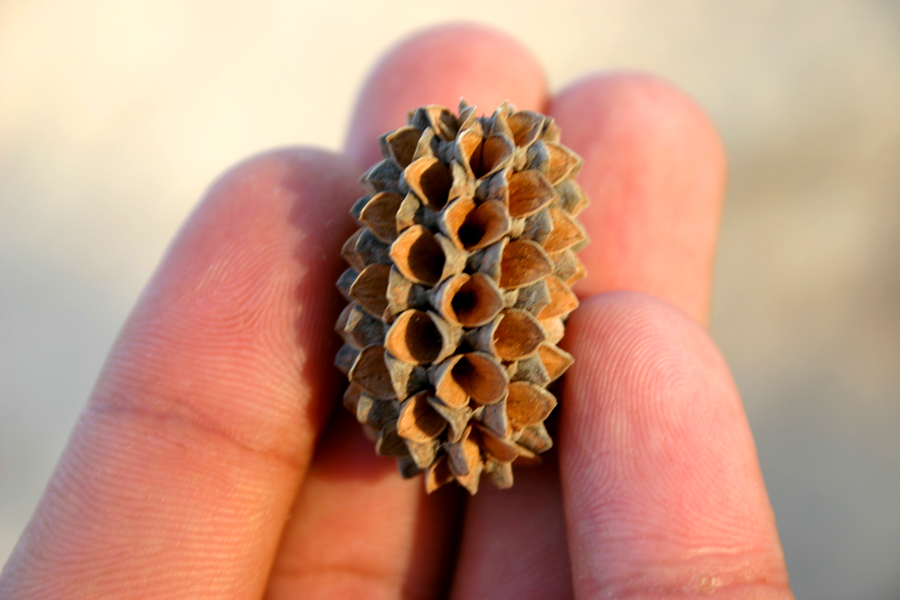
«Шишка» казуарины.